# Cryptocypraea dillwyni
Cryptocypraea dillwyni is een slakkensoort uit de familie van de Cypraeidae. De wetenschappelijke naam van de soort is voor het eerst geldig gepubliceerd in 1922 door F. Schilder.